# Johann Bach
Pour les articles homonymes, voir Johann Bach (homonymie) et Bach (homonymie).
Johann Bach, né le 26 novembre 1604 à Wechmar et mort le 13 mai 1673 à Erfurt, est le fondateur de la branche dite « d'Erfurt », ramification cousine de celle qui donnera naissance à Jean-Sébastien.

## Biographie
Fils de Johannes Bach, Johann Bach est le frère aîné de Christoph Bach, grand-père paternel de Jean-Sébastien Bach, et de Heinrich Bach, grand-père de Maria Barbara, la première épouse de Jean-Sébastien Bach.
Il suit à Suhl l'enseignement de Johann Christoph Hoffmann, un alta capella (Stadtpfeifer), un joueur d'instrument à vent dans une corporation de sonneurs. En 1635, il est nommé membre de la « Ratsmusik » (société musicale municipale) de la ville d'Erfurt.
Musicien de la ville d'Erfurt, il y est organiste à la Predigerkirche, un poste qu'il occupera jusqu'à sa mort.
Il épouse le 6 juillet 1635 à Wechmar Barbara, la fille de Johann Christoph Hoffmann. Elle meurt en couches de leur premier enfant. En 1637, il épouse en secondes noces à Erfurt Hedwig Lämmerhirt avec qui il a dix enfants. 
Deux de ses fils sont musiciens. Johann Christian Bach (1640-1682) (de) est violoniste et directeur de l'orchestre d'Erfurt. Johann Aegidius Bach (1645-1716) est organiste, joueur de viole et altiste. Il prend la direction de l'orchestre d'Erfurt à la mort de son frère. Son propre fils, Johann Bernhard Bach (1676-1749), est organiste et compositeur.
Johann Bach ne doit pas être confondu avec Johann Bach (1621–1686), né à Themar en 1621, chantre et diacre à Ilmenau puis pasteur à Lehnstedt où il meurt le 12 septembre 1686.

## Oeuvres
Johann Bach est le premier de la grande dynastie des Bach dont Jean-Sébastien ait conservé des œuvres dans ses partitions familiales. Carl Philipp Emanuel Bach qui hérite de la collection de manuscrits du XVIIe siècle qu'il nomme Altbachisches Archiv (en), attribue deux motets à deux chœurs à Johann Bach :
- Sei nun wieder zufrieden (Réjouis-toi de nouveau), à huit voix dans le style homophonique.
- Unser Leben ist ein Schatten (Notre vie est une ombre), à neuf voix réparties en six et trois, avec trois choral dans le style contrapuntique[2].

Le motet Unser Leben ist ein Schatten est cependant attribué en 1821 par son éditeur Friedrich Hofmeister à Johann Michael Bach (1648-1694), une attribution reprise par Philipp Spitta, mais il a finalement été établi que son auteur était bien son oncle Johann Bach.
L'origine de la cantate Weint nicht um meinem Tod (Ne pleurez pas ma mort), aria pour quatre voix et basse continue est incertaine. Elle a été attribuée à Johann Bach par Max Schneider puis plutôt à Johann Michael Bach par Peter Wollny. Elle est actuellement considérée d'un auteur inconnu.
Les manuscrits de la Altbachisches Archiv sont publiés pour la première fois en 1935 par Max Schneider. Les originaux, conservés à Berlin, sont perdus pendant la Seconde Guerre mondiale. En 1999, ils sont retrouvés dans les Archives de Kiev. 
En 2002 un enregistrement musical des oeuvres complètes de la Altbachisches Archiv est réalisé par Harmonia Mundi avec le Cantus Cölln et le Concerto Palatino, sous la direction d'orchestre de Konrad Junghänel et avec le conseil scientifique de Peter Wollny.
Les deux motets attribués à Johann Bach, Sei nun wieder zufrieden et Unser Leben ist ein Schatten y figurent ainsi que l'aria Weint nicht um meinem Tod mentionnée comme anonyme,.